# Fritz Mussehl
Fritz Mussehl (né le 4 mars 1885 à Wendisch-Buchholz et mort le 15 avril 1965 à Berlin-Wannsee) est un avocat administratif allemand, commissaire du Reich et fonctionnaire du ministère. Pendant l'ère national-socialiste, il est vice-président du Bureau d'audit du Reich.

## Biographie
Mussehl grandit à Tempelhof près de Berlin, où son père est maire (Mussehlstrasse). Après avoir obtenu son diplôme du lycée royal Guillaume de Berlin, il commence à étudier le droit à l'Université d'Iéna. Il est un renard avec le Corps Thuringia Jena. Il passe ensuite à l'Université Frédéric-Guillaume de Berlin et est reçu dans le Corps Normannia Berlin en 1905. En 1922, lui et d'autres étudiants du corps de Berlin soutiennent la reconstitution du Corps Frankonia Prag (de), qui lui décerne le ruban en 1929.
En 1907, il devient stagiaire judiciaire et en 1912 assesseur judiciaire. En 1914, il est employé par la Commission d'établissement prussienne à Posen. Évaluateur du gouvernement depuis 1917, il est nommé au Ministère prussien de l'Agriculture, des Domaines et des Forêts en 1919. En 1920, il devient conseiller du gouvernement et vice-président du Trésor public. Promu conseiller ministériel en 1921, il devient membre suppléant du Reichsrat. En 1930, il devint commissaire pour l'aide à l'Est (de) à Königsberg, mais retourne au ministère en 1931 en tant que directeur ministériel. Lorsque du coup de Prusse en juillet 1932, il est nommé commissaire du ministère prussien de l'Agriculture par le cabinet Papen. En octobre de la même année, il est nommé secrétaire d'État au ministère de l'Alimentation du Reich. Son ministre supérieur, Magnus von Braun, prend également la direction du ministère prussien de l'Agriculture. Lorsque les nationaux-socialistes sont arrivés au pouvoir en janvier 1933 et qu'Alfred Hugenberg reprend le portefeuille de l'agriculture, Mussehl doit abandonner son poste au fonctionnaire du Landbund de Poméranie Hansjoachim von Rohr (de). Il rejoint la Chambre prussienne des comptes en tant que Conseil des finances d'État et, en 1934, il est nommé vice-président de la Cour des comptes du Reich allemand (de). En 1942, il est membre de la Commission Unruh (de). Le 1er août 1944, il reçoit la croix de chevalier de la croix du Mérite de guerre avec épées.
Du 13 mai 1945 au 12 juillet 1954, il est incarcéré dans la zone d'occupation soviétique et en République démocratique allemande, notamment au camp spécial n° 2 de Buchenwald et à la prison de Waldheim (de). De 1960 à 1962, il est le maître de la Société sans loi de Berlin. Il était membre honoraire du Corps Normannia Berlin et du Corps Frankonia Prag (1956). Il meurt à l'âge de 80 ans et est enterré au cimetière du parc de Tempelhof (de).